# 集泉塑膠
集泉塑膠工業股份有限公司（簡稱集泉）成立於1992年，臺灣塑膠包材製造公司，主要製造：清潔保養類包材、食品安全包材、生技藥包材。產品種類包含各式壓頭、噴槍、瓶罐、瓶蓋、真空瓶、環保食器等。材質包括：PE、PP、PET、PCR、Tritan(改質PCT)、PBS甘蔗纖維。旗下品牌包含盛食良品。

## 大事記
1993年開發第一支3.5CC乳液壓頭。
1999年響應政府環保政策，成立PET部門、取代PVC瓶器。
2003年獲得經濟部工業局協助傳統工業發展計畫A+評鑑。
2007年擴展全球、越南廠正式成立並生產運作。
2013年獲得第十六屆小巨人獎與第十二屆金手獎。
2014年受政府肯定卓越企業典範樹立，擴散成功經驗，榮獲第二十三屆國家磐石獎。
2015年榮獲進用身心障礙者績優機關獎。
2016年榮獲台中市傑出產業創新獎。同年增設台中大里成功廠。
2019推出盛食良品 （页面存档备份，存于）品牌，使用100%可回收、FDA認證的原料製作食器，並建立封閉式循環回收機制，將回收食器製作二次再生商品，以環保食器導入循環經濟，達到100％循環再利用。
同年加入經濟部中小企業處「108年度中小企業綠色小巨人輔導計畫 （页面存档备份，存于）」，成為帶動產業邁向綠色永續、節能減碳的領頭羊。
2020年因應新冠肺炎疫情，加入COVID-19防疫國家隊，榮獲2020年防疫國家隊獎章。
2021年由於台灣新冠肺炎疫情持續，集泉塑膠除了生產各式容量的酒精瓶與噴頭供應全世界外，更在第一時間提供防疫設施給醫療機構 : 捐贈移動式檢疫、接種站給台中霧峰澄清醫院，讓台灣人民在疫情上得到雙重保障，更希望拋磚引玉、帶動企業界共襄盛舉。

## 歷年獎項
- 第十六屆小巨人獎。[2]
- 第十二屆金手獎。[3]
- 第二十三屆國家磐石獎。 [4]
- 2020年防疫國家隊獎章。